# 巴拉瓜
巴拉瓜是古巴的城鎮，属謝戈德阿維拉省，面積728平方公里，海拔高度5米，2004年人口32,408，人口密度為每平方公里44.5人。